# 多嶋朝飛
多嶋 朝飛（たじま あさひ、1988年〈昭和63年〉10月8日 - ）は、日本の男子プロバスケットボール選手である。北海道帯広市出身。ポジションはポイントガード。B3リーグ・さいたまブロンコスに所属している。

## 来歴
帯広大空中学校、北陸高校を経て、東海大学に進み、4年次に関東大学リーグ優勝選手賞・MIP獲得。
卒業後、リンク栃木と育成契約を結び、シーズン開幕直後にコールアップ（JBL登録）される。しかし、再び降格。
2013年、地元のレバンガ北海道に移籍。
2021年、茨城ロボッツに移籍。
2023年、大阪エヴェッサに移籍。
2024年、仙台89ERSに移籍。
2025年、さいたまブロンコスに移籍。

## 人物
173センチと小柄だが、冷静なゲームメイクをしながら、強気に得点を狙いに行く司令塔。スリーポイントやドライブ、９割近い確率で決めてくるフリースロー等、チームのオフェンスの核となる。クラッチタイムでの勝負強さも光る。そしてその甘いマスクから女性ファンが多い事もあってか、ワンプレー終わる毎に必ず前髪をセットし直す癖がある。

## 経歴
- 北陸高校 - 東海大学 - リンク栃木ブレックス（2011 - 2012） - TGI D-RISE（2012 - 2013） - レバンガ北海道（2013 - 2021） - 茨城ロボッツ（2021-2023） - 大阪エヴェッサ（2023 - 2024） - 仙台89ERS（2024 - 2025） - さいたまブロンコス（2025 -）